# Sam Fox: Aventures extremes
Sam Fox: Aventures extremes (títol original en anglès, Sam Fox: Extreme Adventures) és una sèrie de televisió infantil/juvenil australiana. S'ha doblat al català pel Canal Super3, que va estrenar-la el 12 de setembre de 2020.